# چیپیتا
چیپیتا (انگلیسی: Chipita) شرکت صنایع غذایی یونانی است، که در سال ۱۹۷۳ تأسیس شد.